# Kami-tachi ni Hirowareta Otoko
Kami-tachi ni Hirowareta Otoko (jap. 神達に拾われた男) ist eine japanische Online-Romanreihe von Roy, die seit 2014 erscheint und in mehreren anderen Medien umgesetzt wurde. Adaptionen als Manga und Anime wurden international als By the Grace of the Gods bekannt.

## Inhalt
Der 10 Jahre alte Ryoma lebt allein im Wald einer Fantasy-Welt. Nur die von ihm gezähmten Schleim-Monster helfen ihm. Doch er ist auch der hierher wiedergeborene Japaner Ryoma Takebayashi. Nach einem entbehrungsreichen, harten Leben als Angestellter eines Ausbeuterbetriebes haben ihn die Götter dieser Welt belohnt, indem sie ihn in dieser friedlichen Umgebung und ausgestattet mit magischen Fähigkeiten ein neues Leben gegeben haben. Außerdem brauchten sie einen Menschen, der hierher wiedergeboren wird, um die Magie dieser Welt „aufzufüllen“ – in der menschlichen Welt wird die Magie ja nicht gebraucht. Eines Tages begegnet ihm eine Gruppe Schwertkämpfer im Wald, einer davon schwer verletzt, denen Ryoma hilft. Sie zeigen sich dankbar und unter ihnen ist Herzog Reinhart. Er kehrt mit seinem Gefolge bald zurück, um Ryoma mit auf Reisen zu nehmen. Dabei ist auch das 11-jährige Mädchen Eliaria, die Tochter Reinharts. Sie will eine Monsterbändigerin werden, wie es alle in ihrer Familie waren, und sieht in Ryoma ein Vorbild. Denn er hat trotz seines jungen Alters viele Schleime gezähmt, gezüchtet und neue Erkenntnisse über sie gewonnen, was selbst die Erwachsenen immer wieder in Erstaunen versetzt.
In einer nahen Bergarbeiterstadt machen die Reisenden Station und wie schon von der Reisegesellschaft lernt Ryoma hier viel über die Welt und die Gesellschaft, in der er jetzt lebt. Seine magischen Kräfte und sonstigen Fähigkeiten sind, wie er immer wieder in unterschiedlichsten Begegnungen lernt, außergewöhnlich – vor allem für sein Alter. Auch kann Ryoma in der Kirche erneut die Götter treffen, die ihn in diese Welt brachten, und deren Segen und Schutz er noch immer genießt. Da er mit seinen Schleimen, die er mitgenommen hat, auch wenn sie viele sind in der Monsterbändigergilde nicht aufsteigen kann, tritt Ryoma in die Abenteurergilde ein. Für deren Aufgaben kann er seine unterschiedlich spezialisierten Schleime gut einsetzen. Für die aushängenden Putzaufträge seine Putz- und Plünderschleime, die er selbst neu gezüchtet hat, genau die richtigen Helfer.

## Veröffentlichung
Die Geschichte wurde von Roy im Januar 2014 auf der Online-Plattform Shōsetsuka ni Narō als Fortsetzungsroman gestartet. Sie wird dort noch immer fortgesetzt, nachdem die Geschichte 2015 beendet und in einer neuen Fassung erneut begonnen wurde. Eine illustrierte Fassung als Light Novel erscheint seit September 2017 beim Verlag HobbyJapan in bisher 14 Bänden. Die Zeichnungen stammen von Ririnra. Bei J-Novel Club erscheint die Light Novel auch auf Englisch.
Eine Umsetzung als Manga entsteht ebenfalls seit 2017, umgesetzt von Ranran. Der Verlag Square Enix veröffentlicht die Kapitel seit November 2011 auf der Online-Plattform Manga Up! sowie später in bisher 14 Sammelbänden (Stand: März 2025). Die ersten dieser Bände verkauften sich in Japan über 20.000, dann über 40.000 Mal direkt nach Veröffentlichung. Ebenfalls bei Manga Up! wird eine englische Übersetzung herausgegeben.

## Anime-Serie
Zu dem Franchise entstand ab 2020 eine Anime-Fernsehserie in 2 Staffeln. Bei der Produktion von Maho Film führte Yūji Yanase Regie. Das Drehbuch der ersten Staffel schrieb Kazuyuki Fudeyasu, für die zweite Staffel Yuka Yamada. Das Charakterdesign stammt von Kaho Deguchi und die künstlerische Leitung lag bei Satoshi Shibata. Die Tonarbeiten leitete Masanori Tsuchiya und für die Kameraführung war Yukina Nomura verantwortlich.
Der Anime wurde erstmals im Februar 2020 angekündigt. Die zwölf Folgen der ersten Staffel wurden vom 4. Oktober bis 27. Dezember 2020 von Tokyo MX und BS Fuji in Japan gezeigt. Vom 9. Januar bis 27. März 2023 folgten die zwölf Episoden der zweiten Staffel. Jeweils parallel erfolgte die internationale Veröffentlichung auf Streaming-Plattformen, unter anderem mit deutschen Untertiteln. Dies war zunächst in Europa Wakanim und in Amerika Crunchyroll und Hulu. Nach der Übernahme von Wakanim ging der Anime auch in Europa zu Crunchyroll über.

### Synchronisation
| Rolle                         | japanischer Sprecher (Seiyū) |
| ----------------------------- | ---------------------------- |
| Ryoma                         | Azusa Tadokoro               |
| Ryoma Takebayashi (erwachsen) | Hiroki Yasumoto              |
| Eliaria                       | Yūki Kuwahara                |
| Reinhart                      | Daisuke Ono                  |
| Elise                         | Saori Hayami                 |
| Reinbach                      | Takehito Koyasu              |
| Gain                          | Motomu Kiyokawa              |
| Lulutia                       | Kikuko Inoue                 |
| Kufo                          | Makoto Koichi                |
| Miya                          | Marika Kōno                  |

### Musik
Die Musik der Serie wurde komponiert von Hiroaki Tsutsumi. Das Vorspannlied ist Yasashii Sekai von Azusa Tadokoro sowie für die zweite Staffel Way to go von MindaRyn. Die Abspannlieder sind Blue Rose knows von MindaRyn und Drum-Shiki Tansaki von Azusa Tadokoro.